# Gottfried Bechtold
Gottfried Bechtold (* 1. August 1947 in Bregenz) ist ein in Hörbranz in Vorarlberg lebender und arbeitender österreichischer Künstler.

## Biografie
Die Arbeit Bechtolds ist maßgeblich durch die Familie mitbeeinflusst worden: Sein Vater war Steinmetz und sein Großonkel Albert Bechtold Bildhauer.

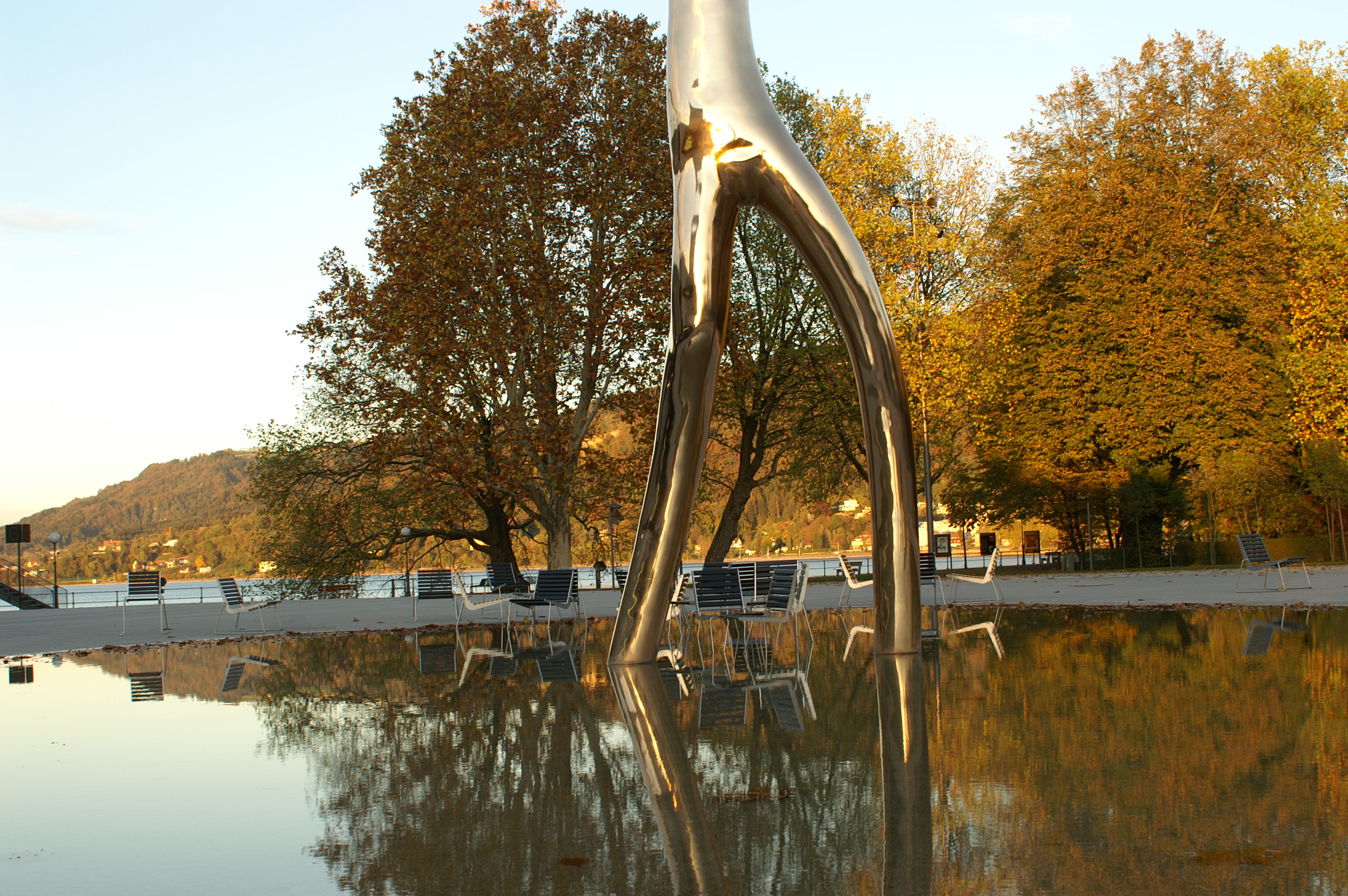
„Ready Maid“ vor dem Festspielhaus in Bregenz

Bechtold absolvierte eine Steinmetzausbildung in Hallein und ausgehend von der Bildhauerei beschäftigt er sich mit anderen Medien wie Film, Video oder Fotografie und nutzt dabei die neuesten technischen Möglichkeiten wie Laser- oder Computertechnologien.
Die bekannteste seiner Arbeiten der 1970er und frühen 1980er Jahre ist der Betonporsche (1971 und 2001), ein Abguss seines Porsche 911. Auf der Documenta 5 in Kassel realisierte er die Arbeit 100 Tage Anwesenheit in Kassel. Sein Werk Album fotografico, 1973, ist sichtbar im Museo cantonale d’arte zu Lugano.
Für das Austria Center Vienna schuf er 1986 mit aus Monolithen aus fünf Kontinenten, die durch einen sich im Tagesablauf verändernden Laserstrahl verbunden sind, die Interkontinentale Skulptur.

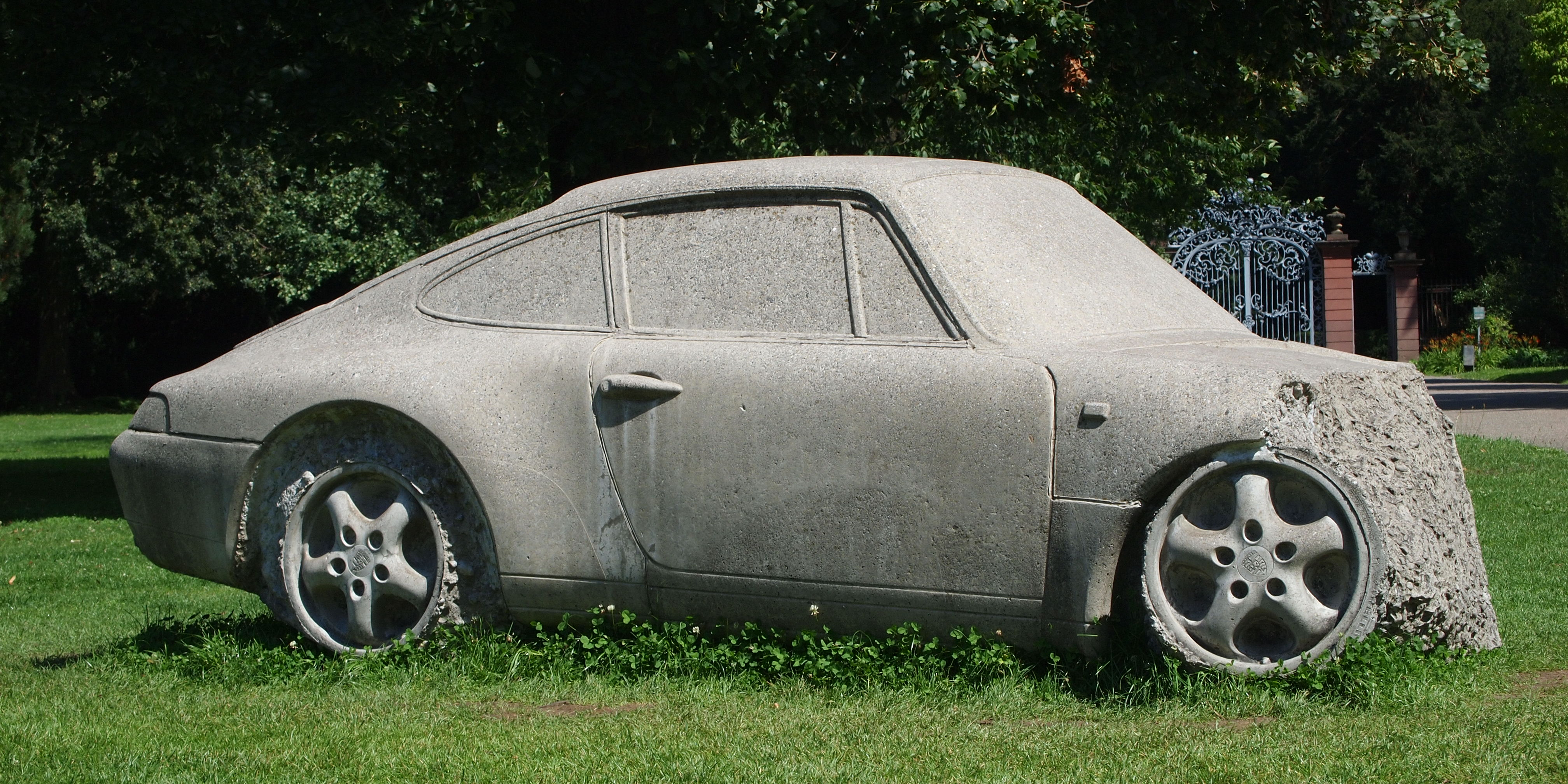
Betonporsche 2011 beim Schloss Karlsruhe

2006 wurde die etwa 7 Meter hohe Skulptur „Ready Maid“ vor dem Festspielhaus Bregenz geschaffen. Der umgekehrte Baum aus polierter Bronze sei eine schreitende Baumfrau, eine Antipode, ein diametral entgegengesetztes Kunstobjekt zu den Aufführungen, so der renommierte Vorarlberger Künstler. Die Skulptur steht in einer leichten Senke, die sich je nach Niederschlagsmenge in eine bis zu 15 Zentimeter tiefe Wasserlacke und Spiegelfläche verwandelt.
Im Herbst 2016 wurde Bechtold im Lentos Linz mit einer umfassenden Einzelausstellung gewürdigt.

## Auszeichnungen
- 1999: Internationaler Kunstpreis des Landes Vorarlberg
- 2009: Österreichischer Kunstpreis für Medienkunst